# Anna von Tecklenburg-Schwerin
Anna von Tecklenburg-Schwerin (* 5. Juli 1532; † 24. August 1582) wurde am Freitag nach Mariä Verkündigung im Jahr 1530 oder 1532 auf Schloss Rheda geboren. Als ungefähres Geburtsdatum wird in diversen Quellen der 5. Juli 1532 bestimmt. Anna war das einzige Kind des Grafen Konrad von Tecklenburg-Schwerin und der Landgräfin Mechthild von Hessen, der Tochter des Landgrafen Wilhelm I. (1466–1520) und der Anna von Braunschweig (1460–1520). Als ihr Vater 1557 starb, wurde sie Landesherrin der Grafschaft Tecklenburg sowie der Herrschaften Wevelinghoven und Rheda, nicht aber der Grafschaft Lingen, die ihr Vater Kaiser Karl infolge des Schmalkaldischen Krieges hatte abtreten müssen. Durch den frühen Tod ihres Mannes Eberwin im Jahr 1562 wurde sie bis 1573 auch Regentin für ihren Sohn Arnold in den Grafschaften Bentheim und Steinfurt.

## Ehe mit Eberwin von Bentheim
Die 23-jährige Tecklenburger Erbtochter wurde im Jahr 1553 mit dem 18-jährigen Junggrafen Eberwin verheiratet, dem Erben von Bentheim und Steinfurt. Die Beweggründe für diese Verbindung waren konfessioneller und insbesondere territorialer Art, denn beide Grafenhäuser mussten sich gegen Herrschaftsansprüchen der Bischöfe von Münster und Osnabrück erwehren. Dafür waren die katholischen Bentheimer bereit, die in Tecklenburg eingeführte Confessio Augustana zumindest anzuerkennen.
Aus der Ehe mit Eberwin gingen zwei Kinder hervor: der Sohn und Erbe Graf Arnold (* 2. Oktober 1554 in Neuenhaus; † 11. Januar 1606 in Tecklenburg) und die Tochter Walburga (* 24. Oktober 1555; † 9. April 1628, ⚭ 1576 Graf Hermann I. von Wied).
Die Ehe zerrüttete schon bald an Glaubens- und Besitzfragen. Graf Eberwin wollte in Tecklenburg die Reformation rückgängig machen – was Konflikte mit dem überwiegend katholisch gebliebenen Stiftsadel von Münster und Osnabrück reduziert hätte. Damit einhergehend beanspruchte er die Regierungsgewalt nicht nur über seine eigenen, sondern auch Annas Territorien. Weil diese sich weigerte, ließ der Graf seine Frau in ihrer eigenen Residenz, der Tecklenburg in den Turm werfen. Die Tecklenburger Ritterschaft schlug sich auf die Seite der Gräfin Anna und warf dem Grafen vor, er habe „mit anderen Weibern als der Gräfin Beylager“ gehalten und somit die Ehe gebrochen. Die Tragödie endete schließlich mit dem Tod Eberwins im Jahr 1562. Der Graf starb im Alter von 26 Jahren an der „Französischen Krankheit“, der Syphilis.
Von 1562 bis 1582 besaß sie die gräfliche Burg Altena in Schüttorf als Leibzucht. Sie gestaltete diese 1565 zu Wohnzwecken um, sie ließ die Lange Burg, die Querburg sowie eine Gartenanlage errichten.

## Interesse für die Medizin
Anna besaß neben ihrem politischen Geschick auch medizinische Kenntnisse. Auf der Tecklenburg richtete die Gräfin eine Apotheke mit allerlei Arzneien, Tinkturen, Salben und Pillen ein. Zwar hat sie über ihre Heilkünste nichts Schriftliches hinterlassen, doch wird diese Heilkunst durch den Johann Weyer (Wier/Virus), einen Arzt aus Grave an der Maas bestätigt. Johannes Weyer wurde 1569 auf die Tecklenburg geholt, um eine schwere Krankheit der Gräfin zu heilen. Aus diesem Besuch entwickelte sich eine langjährige Freundschaft, während der Weyer auf der Tecklenburg lebte und schließlich verstarb. Weyer war der Verfasser des Buches „Von den Blendwerken der Dämonen“, in dem er sich gegen die Hexenverfolgung aussprach – für Annas Territorien sind keine Hexenprozesse überliefert.

## Ende
Nach der Beendigung ihrer Regentschaft in Bentheim und Steinfurt 1573 blieb Anna im Besitz ihrer ererbten Besitzungen Tecklenburg, Rheda und Wevelinghofen. Sie starb am 24. August 1582 in Münster im Bentheimer Hof, genannt zur Kemnade, an den Folgen der Pest. Ihr Leichnam wurde nach Bentheim überführt, wo sie in der Grabkapelle der Stadtkirche an der Seite ihres Ehemannes bestattet wurde. Johannes Weyer urteilte über die lange vergessene Herrscherin: Obwohl sie ganz jung Witwe geworden sei, habe sie „drey Graffschaften und zwo Herrschafften sampt deren Landt unnd Leuthen mit recht und gutem willem unnd in frieden ganz fürsichtiglich, weißlich, ruhiglich unnd lang regieret.“

## Nachkommen
- Arnold II. (IV.) (* 2. Oktober 1554 in Neuenhaus; † 11. Januar 1606 in Tecklenburg)

- Walburga (* 24. Oktober 1555; † 9. April 1628) ⚭ 1576 Graf Hermann I. von Wied